# Väre
Väre – czwarte oficjalne wydawnictwo fińskiej neofolkowej grupy Tenhi.

## Lista utworów
1. Vastakaiun - 7:58
2. Jäljen - 4:54
3. Vilja - 4:59
4. Keväin - 2:24
5. Yötä - 5:27
6. Suortuva - 7:01
7. Tenhi - 6:14
8. Sutoi - 5:54
9. Katve - 3:08
10. Varis Eloinen - 6:38
11. Kuolleesi Jokeen - 3:04

## Muzycy
- Tyko Saarikko – śpiew, gitara, drumla, didgeridoo, udu, instrumenty klawiszowe
- Ilkka Salminen – śpiew, gitara
- Ilmari Issakainen – instrumenty perkusyjne, gitara basowa, pianino, gitara, śpiew
- Janina Lehto – flet
- Inka Eerola – skrzypce
- Eleonora Lundell - altówka
- Jaakko Hilppö - gitara basowa, śpiew
- Kirsikka - wiolonczela